# Boiro

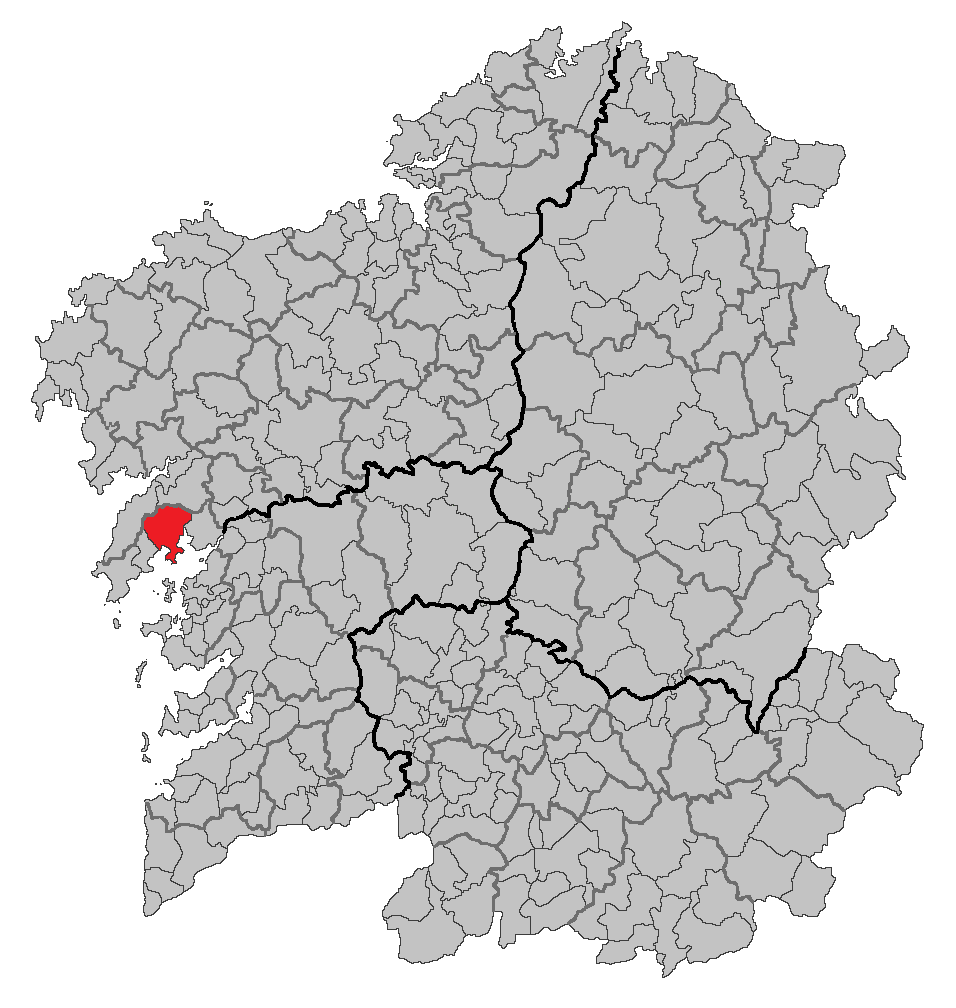
Localisation de Boiro en Galice

Boiro est une commune de la province de La Corogne en Galice en Espagne. Elle appartient à la comarque de O Barbanza. La population recensée en 2024 est de 19018 habitants.

## Patrimoine
Le patrimoine de la commune est composé de vestiges :
- des mégalithes du Néolithique : Arca do Barbanza, Casarota do Fusiño, Casota do Páramo, ...
- des pétroglyphes de l'âge du cuivre et de l'âge du bronze : Pena da Cabra, ...
- des castros de l'âge du fer : Alto do Castro, O Castriño, Castro de Sandrenzo, Castro de Cures, Castro de Runs, Castro de Casos do Barbanza.
- des restes, non attestés d'époque, de la voie romaine Via XX, itinéraire "per loca maritima" de l'époque galaïco-romaine,
- des vestiges du Moyen Âge dans les différentes paroisses de la commune.

Le centre archéologique de la comarque de O Barbanza, situé à Boiro, organise des rencontres archéologiques avec des intellectuels et spécialistes au mois de février depuis l'année 2007.
Elle borde le Ria de Arosa.

## Galerie d'images

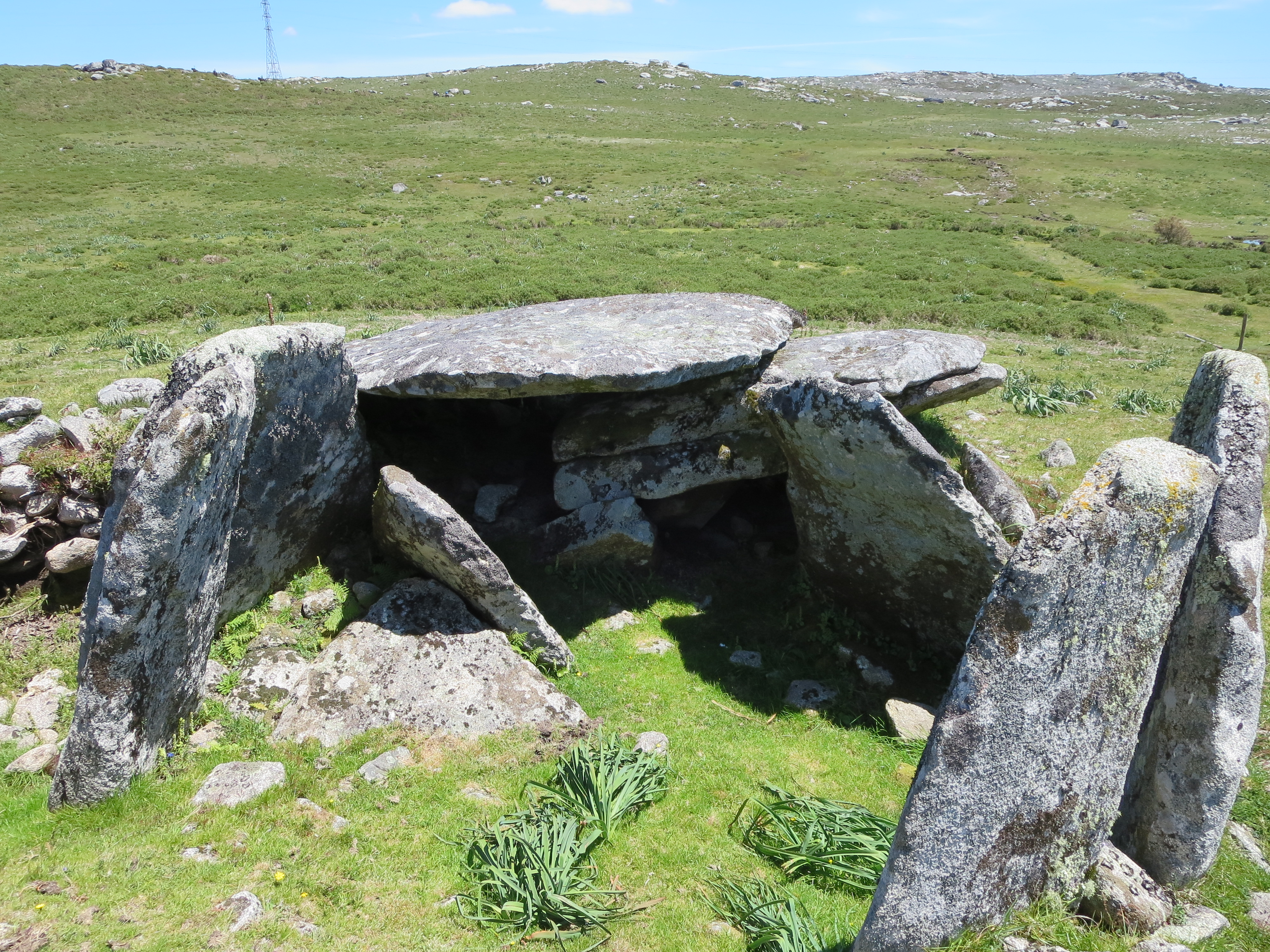
Arca do Barbanza;
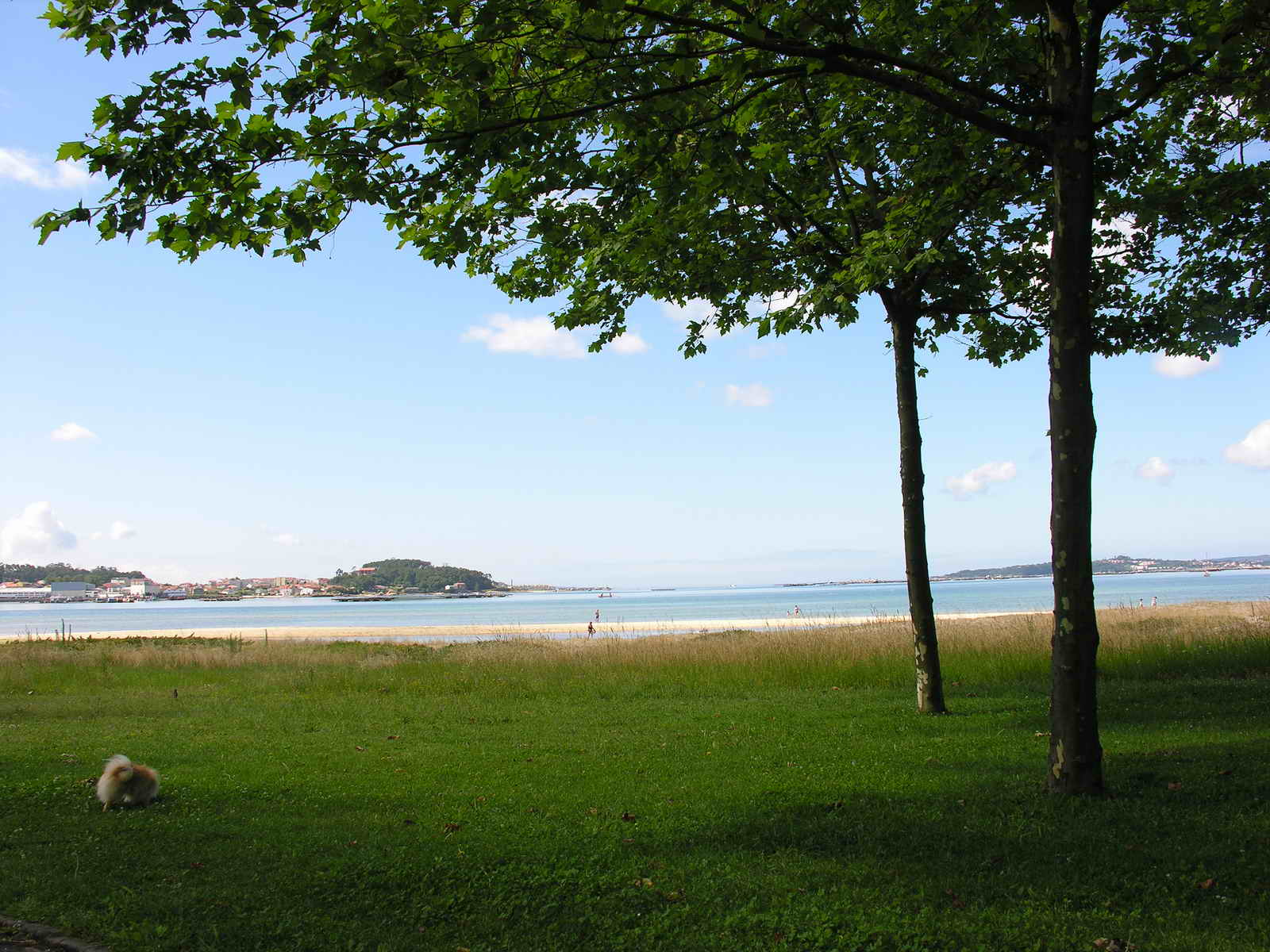
Plage de Barraña à Boiro.
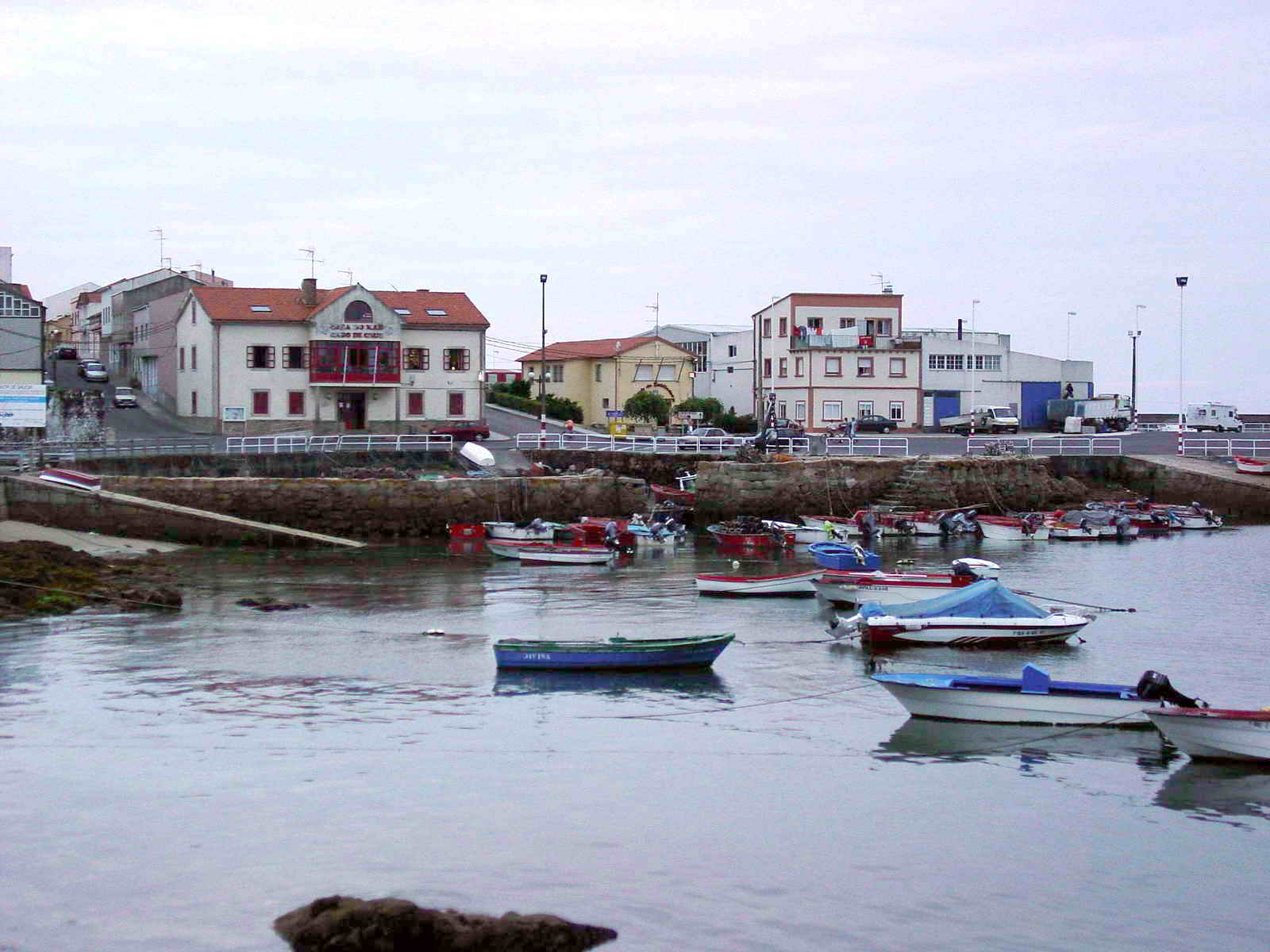
Cabo de Cruz dans la paroisse de Santa Maria de Castro à Boiro.
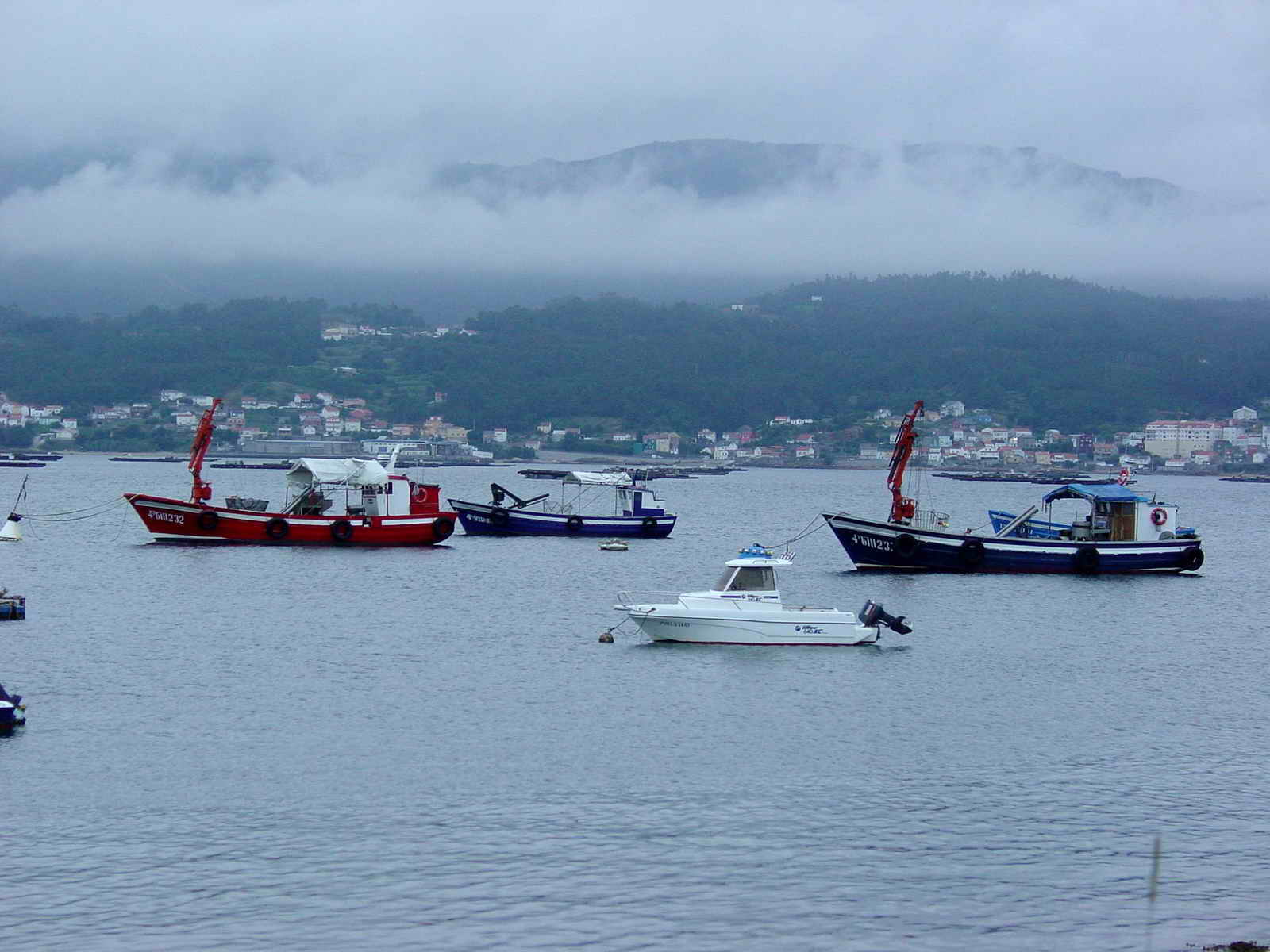
Cabo de Cruz.